# Nesiomiris cheirodendronae
Nesiomiris cheirodendronae är en insektsart som beskrevs av Raymond J.Gagné 1997. Nesiomiris cheirodendronae ingår i släktet Nesiomiris och familjen ängsskinnbaggar. Inga underarter finns listade i Catalogue of Life.